# Спасский, Григорий Иванович
Григорий Иванович Спасский (1783, Егорьевск, Рязанская губерния — 29 апреля 1864, Москва) — русский историк, исследователь Сибири, член-корреспондент Петербургской академии наук (1810).

## Биография
Родился в конце сентября 1783 года в Егорьевске Рязанской губернии, в семье священника. Не завершив курса обучения в Коломенской духовной семинарии в связи с её переводом в Тулу (по упразднению в 1799 г. Коломенской епархии), поступил в октябре 1799 года в службу в Московский уездный суд, затем переехал в Петербург (1800), где служил канцеляристом в Берг-коллегии, посещал публичные лекции, организованные Академией наук, вступил в Вольное Общество любителей наук, словесности и художеств (09.03.1802). Не получив никакого специального образования, он всю жизнь усиленно занимался самообразованием.
В 1803 году попал в число чиновников, набираемых в Санкт-Петербурге для службы в новооткрываемой Томской губернии, гражданским губернатором В. С. Хвостовым. Служил в Красноярске, Кузнецке, с мая 1806 года — в Бийском уездном суде. Участвовал в работе Ученой части посольства графа Ю. А. Головкина в Китай в 1805 году. В 1807 году был назначен кузнецким земским исправником, а в 1809 по «желанию своему и склонности» был зачислен в штат колывано-воскресенских заводов с переименованием из губернских секретарей в соответствующий горный чин — «берггешворена». Проведя большую часть своей горной службы в Змеиногорском руднике, он в 1817 году был назначен сопровождать караван серебра в Петербург, и уже не возвратился в Сибирь, поскольку получил повышение — был определен в горную экспедицию Кабинета Его Величества, с оставлением в штате заводов. 
В Петербурге совместно с В. В. Дмитриевым он основал первый в России краеведческий журнал «Сибирский вестник» (в 1825—1827 гг. — «Азиатский вестник»), в нём публиковались материалы по истории Сибири и Алтая, летописи и отчеты о путешествиях.
В 1835 году был назначен заведующим соляными промыслами Крыма; проводил там научные исследования. В 1838 году вышел в отставку, поселился в Москве, где проживал до самой своей кончины в возрасте 80-ти неполных лет. О факте смерти Григория Ивановича поведала «Северная пчела»: 

В Москве 29-го апреля 1864 г., в 8-м часу вечера скончался, после продолжительной болезни, обер-берг гауптман Григорий Иванович Спасский известный на литературном поприще изданием «Сибирского Вестника» и многих статей по части археологии и нумизматики. Он издал также Горный словарь. Последнее служение покойного было: управление крымским соляным правлением от котораго, по прошению, уволен с пенсионом 8-го апреля 1838 года и с того времени жил в Москве, занимался постоянно в Императорском московском обществе истории и древностей российских, где состоял действительным членом, равно как и во многих других ученых обществах.— Северная пчела. — 1864. — № 107. — С. 348

## Научная деятельность
Находясь в распоряжении начальника округа (1810—1812), «при бергмейстерской должности» в Змеиногорском руднике (1812—1817), накопил богатейший материал по истории, археологии, этнографии, природе и эпиграфике. 
Собрал большую археологическую коллекцию («бугровые» вещи), которая ныне хранится в Историческом музее в Москве.
Проделал огромную работу по созданию «Горного словаря» (1841—1843) — энциклопедии горнозаводского производства XVIII—XIX (1-я половина) веков.
Осуществил очередную, последнюю в XIX веке, публикацию Книги Большому чертежу (1846).

## Признание
Научные заслуги Спасского получили широкое признание. Он состоял членом-корреспондентом Императорской Академии Наук (1810), членом Археолого-нумизматического общества, Русского географического общества, Общества истории и древностей Российских.
Н. М. Карамзин использовал сибирские летописи из личного архива Спасского при написании «Истории государства Российского», А. С. Пушкин обращался к нему за материалами к «Истории Пугачёва» (цензурное заглавие — «История Пугачёвского бунта»).
Спасский состоял в дружеских отношениях с П. К. Фроловым, их связывал общий интерес к истории и культуре Сибири.
В честь Г. И. Спасского названы бухта в архипелаге Александра (Тихий океан) и остров в том же архипелаге, расположенный при входе в бухту.

## Книги и публикации

### Публикации
- «Путешествие к алтайским калмыкам в 1806 г.»
- «Горный словарь» (1841—1843)
- «Босфор Киммерийский» (1846)
- «Археологическо-Нумизматический Сборник» (Москва, 1850)
- «Сведения о русских и реке Амуре в XVII веке» («Вестник Императорского Русского географического общества», 1853. Ч. VII)
- «О достопримечательных памятниках Сибирских древностей и сходстве некоторых из них с великорусскими» («Записки Императорского Археологического Общества», 1857. — Кн. 12)
- «Очерк из быта некоторых сибирских инородцев» («Вестник Императорского Русского географического общества», 1857. — Кн. 3)
- «Телеуты и белые калмыки»

### Книги
- «Книга Большому Чертежу» (Москва, 1846)
- «Сибирская летопись» (Санкт-Петербург, 1821)
- «Сибирские надписи» (Санкт-Петербург, 1822)
- «О торговых сношениях России с северо-западным Китаем» (Москва, 1856)